# Мастюкова, Елена Михайловна
Елена Михайловна Мастюкова (1 июля 1928, Москва — 10 февраля 2004, Москва) — советский и российский врач-невропатолог, детский психоневролог и дефектолог; доктор медицинских наук, профессор; заведующая лабораторией клинико-генетического изучения аномальных детей НИИ дефектологии АПН СССР (с 1985), заведующая сектором Консультативно-диагностического центра Института коррекционной педагогики РАО (1992—1997). За время её работы в НИИ дефектологии (Институте коррекционной педагогики РАО) лаборатория превратилась во Всесоюзный консультативно-диагностический центр для детей с нарушениями психофизического развития.

## Биография
Родилась в семье учителей. В 1952 году окончила 1-й Московский медицинский институт по специальности «Лечебное дело».
Работала врачом-терапевтом в 4-й Городской клинической больнице (Москва, 1952), в войсковой части (ГСВГ, 1953—1958). В 1960 году окончила клиническую ординатуру по невропатологии, по детской психоневрологии на базе Московской больницы им. С. П. Боткина и Психоневрологической городской клинической больницы им. Соловьёва, в 1964 — аспирантуру при Центральном институте усовершенствования врачей по специальности «детская психоневрология».
Работала врачом-психоневрологом детской поликлиники (1964), Дома ребёнка (1964—1966). В 1966—1968 годы — ассистент кафедры детской психиатрии; в 1968—1974 — старший научный сотрудник реабилитационного отделения ЦНИИ судебной психиатрии им. В. П. Сербского.
В 1974—1997 годы работала в НИИ дефектологии АПН СССР / Институте коррекционной педагогики РАО: старший научный сотрудник лаборатории обучения и воспитания детей с нарушением опорно-двигательного аппарата (1974—1980), старший научный сотрудник (1981—1985), заведующая лабораторией клинико-генетического изучения аномальных детей (1985—1992), заведующая сектором Консультативно-диагностического центра (1992—1997).
Преподавала на факультете дефектологии МГПИ им. В. И. Ленина; в 1980—1981 годы заведовала кафедрой логопедии там же.
В 1997—1998 годы — главный специалист Московского городского психолого-медико-социального центра «Детство»; в 1998—2000 — методист Учебно-методического центра по проблемам опеки, попечительства и социально-педагогической реабилитации детей и подростков «Детство».
Умерла 10 февраля 2004 года. Похоронена на Красногорском кладбище.

## Научная деятельность
В 1965 году защитила кандидатскую, в 1979 — докторскую диссертацию. Старший научный сотрудник по специальности «педиатрия» (1983).
Основные направления исследований — детская психоневрология и дефектология: двигательные, речевые и психические нарушения у детей с аномалиями нервно-психического развития, разработка методов их реабилитации.
Достижения:
- участвовала в создании:
  - психодиагностических методик для детей с различными нарушениями развития,
  - шкал количественной оценки психомоторного развития новорождённых и грудных детей, позволяющих объективизировать общий уровень их развития и определить соотношение нарушенных и сохранных функций в его структуре.
- разработала:
  - клинический подход к проблеме общего недоразвития речи у детей;
  - клиническую классификацию общего недоразвития речи у детей, разграничивающую варианты неосложнённого и осложнённого общего недоразвития речи и детей с алалией;
  - российскую научную нейропсихолого-педагогическую позицию в отношении дифференциальной диагностики и коррекции системных нарушений речи у детей.

Сделала вывод том, что речевой дефект у детей с общим недоразвитием речи выступает не единственной причиной, определяющей задержку психического развития; в структуре этой задержки доминируют замедление темпа формирования психических процессов, трудности формирования языковой и других символических видов деятельности, недостаточность связанных с речью умственных операций (вербальная память, навыки фонемного и морфемного анализа, выполнение действий по аналогии, перенос на языковом материале и т. д.).
Определила, что нарушение сроков развития речи является одним из частых симптомов нервно-психических заболеваний и отклонений в развитии у детей преддошкольного и раннего дошкольного возраста: при сопоставлении со здоровыми детьми у них наблюдалось более позднее появление лепета, первых слов и понимания ситуационной речи.
Разрабатывала вопросы лечения и профилактики нарушенного психического развития, а именно специфических расстройств развития речи, с учётом того, что даже при выраженных отклонениях от нормы всегда обнаруживаются сохранные параметры, составляющие функциональный резерв, который возможно использовать для разработки нейрореабилитационных мероприятий.
Подготовила ряд кандидатов наук.
Автор монографий, учебных пособий и руководств для врачей, психологов, дефектологов и педагогов, а также пособий для родителей.

### Избранные труды
- Волкова Л. С., Лалаева Р. И., Мастюкова Е. М. и др. Логопедия : учебник для студентов дефектологических факультетов педагогических высших учебных заведений / под ред. Л. С. Волковой. — Изд. 5-е, перераб. и доп. — М.: Владос, 2008. — 703 с. — (Коррекционная педагогика). — (Учебник для вузов). — 50 000 экз. — ISBN 978-5-691-01357-7
- Жукова Н. С., Мастюкова Е. М. Если ваш ребенок отстает в развитии. — М. : Медицина, 1993. — 105+7 с. — (Научно-популярная медицинская литература). — 20 000 экз. — ISBN 5-225-00434-2
- Жукова Н. С., Мастюкова Е. М., Филичева Т. Б. Логопедия : основы теории и практики : [система логопедического воздействия : пособие для развивающего обучения, осуществляемого родителями, воспитателями детских учреждений и учителями]. — М.: Эксмо, 2011. — 282+1 с. — (Поэтапное коррекционное обучение : эффективная система). — 15 000 экз. — ISBN 978-5-699-48294-8
- Жукова Н. С., Мастюкова, Филичева Т. Б. Логопедия : Преодоление общ. недоразвития речи у дошкольников. — Екатеринбург : АРД, 1998. — 316+1 с. — (Учимся играя). — 1 100 000 экз. — ISBN 5-89396-085-8
  -  — [2-е изд., перераб.]. — Екатеринбург : Литур, 2000. — 20 см. — (Серия «Учимся играя»). — 50 000 экз. — ISBN 5-89648-041-5
  -  — Екатеринбург : Литур, 2003. — 316+1 c. — (Серия «Учимся играя»). — 30 000 экз. — ISBN 5-89648-141-1
- Жукова Н. С., Мастюкова Е. М., Филичева Т. Б. Преодоление общего недоразвития речи у детей : [книга для логопеда : учебное пособие]. — Екатеринбург : КнигоМир, 2011. — 316+1 с. : ил. ; 21 см. — (Книга для логопедов). — 4000 экз. — ISBN 978-5-9780-0422-9
- Жукова Н. С., Мастюкова Е. М., Филичева Т. Б. Преодоление задержки речевого развития у дошкольников. — М.: Просвещение, 1973. — 222 с. — 40 000 экз.
  - Преодоление общего недоразвития речи у дошкольников. — 2-е изд., перераб. — М. : Просвещение, 1990. — 238+2 с. — 72 000 экз. — ISBN 5-09-001259-8
  - Жукова Н. С., Мастюкова Е. М., Филичева Т. Б. Die Überwindung der verzögerten Sprachentwicklung bei Vorschulkinderr / N. S. Shukowa, J. M. Mastjukowa, T. B. Filitschewa. — Berlin : Volk u. Gesundheit, 1978. — 348 S. — (Beiträge zum Sonderschulwesen u. zur Rehabilitationspädagogik / Hrsg. u. Prof. Dr. paed. habil. K.-P. Becker u. Prof. Dr. psed. habil. Peter Voigt ; Bd. 25).
- Журба Л. Т., Мастюкова Е. М. Минимальная мозговая дисфункция у детей : Науч. обзор. — М.: ВНИИМИ, 1978 (вып. дан. 1979). — 50 с. — (Медицина и здравоохранение : Обзор. информ. / ВНИИ мед. и мед.-техн. информ. Серия «Педиатрия»).
- Журба Л. Т., Мастюкова Е. М. Нарушение психомоторного развития детей первого года жизни. — М. : Медицина, 1981. — 271 с.
- Ипполитова М. В., Бабенкова Р. Д., Мастюкова Е. М. Воспитание детей с церебральным параличом в семье : Пособие для родителей и воспитателей. — М. : Просвещение, 1980. — 47 с. — 18 000 экз.
  -  — 2-е изд., перераб. и доп. — М. : Просвещение, 1993. — 52 с. — 8000 экз. — ISBN 5-09-004544-5
- Мастюкова Е. М. Лечебная педагогика : Ран. и дошк. возраст : Советы педагогам и родителям по подгот. к обучению детей с особыми проблемами в развитии. — М.: ВЛАДОС, 1997. — 303 с. — 30 000 экз. — ISBN 5-691-00054-3
- Мастюкова Е. М. Особенности психического развития и нервно-психических отклонений у детей, перенесших асфиксию при рождении : Автореф. дис. … канд. мед. наук / Центр. ин-т усовершенствования врачей. Кафедра дет. психиатрии. — М., 1965. — 11 с.
- Мастюкова Е. М. Ребенок с отклонениями в развитии : Ранняя диагностика и коррекция. — М.: Просвещение, 1992. — 94 с. — 36 000 экз. — ISBN 5-09-004049-4
- Мастюкова Е. М. Системогенез нервно-психической деятельности у детей с анте- и перинатальным поражением мозга : Автореф. дис. … д-ра мед. наук : (14.00.09) / Второй Моск. гос. мед. ин-т им. Н. И. Пирогова. — М., 1978. — 48 с.
- Мастюкова Е. М. Специальная педагогика : подготовка к обучению детей с особыми проблемами в развитии : ранний и дошкольный возраст : учеб. пособие для студентов высших учеб. заведений, обучающихся по специальностям: 031500 Тифлопедагогика, 031600 Сурдопедагогика, 031700 Олигофренопедагогика, 031800 Логопедия, 031900 Специальная психология, 032000 Специальная дошкольная педагогика и психология. — М.: Классикс Стиль, 2003. — 319 с. — 5000 экз. — ISBN 5-94603-051-5
- Мастюкова Е. М. Физическое воспитания детей с церебральным параличом : Младен., ран. и дошк. возраст. — М.: Просвещение, 1991. — 156+3 с. — 43 500 экз. — ISBN 5-09-003456-7
- Мастюкова Е. М., Грибанова Г. В., Московкина А. Г. Профилактика и коррекция нарушений психического развития детей при семейном алкоголизме : Кн. для учителя. — М. : Просвещение, 1989. — 76+2 с. — 80 000 экз. — ISBN 5-09-001271-7
  -  — М.: Владос, 2006. — 115 с. — (Библиотека психолога). — 7000 экз. — ISBN 5-691-01485-4
- Мастюкова Е. М., Московкина А. Г. Они ждут нашей помощи. — М.: Педагогика, 1991. — 158+2 с. — (Педагогика родителям). — 50 000 экз. — ISBN 5-7155-0330-2
- Мастюкова Е. М., Московкина А. Г. Основы генетики : Клинико-генет. основы коррекц. педагогики и спец. психологии : Учеб. пособие для студентов пед. вузов по спец. «Тифлопедагогика», «Сурдопедагогика», «Олигофренопедагогика», «Логопедия», «Спец. психология», «Спец. дошк. педагогика и психология» / Под общ. ред. В. И. Селиверстова и Б. П. Пузанова. — М. : ВЛАДОС, 2001. — 367 с. — (Коррекционная педагогика). — 5000 экз. — ISBN 5-691-00596-0
- Мастюкова Е. М., Московкина А. Г. Семейное воспитание детей с отклонениями в развитии : Учеб. пособие для студентов высш. учеб. заведений по спец.: 032000 — Спец. дошк. педагогика и психология, 031500 — Тифлопедагогика, 031600 — Сурдопедагогика, 031700 — Олигофренопедагогика, 031800 — Логопедия, 031900 — Спец. психология / Под ред. В. И. Селиверстова. — М. : Гуманит. издат. центр Владос, 2004 [то есть 2003]. — 407 с. — (Учебное пособие для вузов). — 10 000 экз. — ISBN 5-691-01100-6
- Мастюкова Е. М., Московкина А. Г. Умственная отсталость у детей : (Клинико-генет. и социал.-психол. аспекты). — М. : НПО «Союзмединформ», 1989. — 74 с. — (Медицина и здравоохранение : Обзор. информ. / Науч.-произв. об-ние «Союзмединформ» . Серия «Медицинская генетика и иммунология» ; Вып. 1).
- Мастюкова Е. М., Певзнер М. С., Пермякова В. А. Дети с нарушениями умственного развития : Учеб. пособие : [В 3 вып.]. — Иркутск : ИГПИ, 1992. — Вып. 1. — 159+1 с. — 1000 экз.
- Певзнер М. С., Ростягайлова Л. И., Мастюкова Е. М. Психическое развитие детей с нарушением умственной работоспособности : (Вариант гидроцефалии). — М. : Педагогика, 1982. — 104 с. — 10 000 экз.
- Семенова К. А., Мастюкова Е. М., Смуглин М. Я. Клиника и реабилитационная терапия детских церебральных параличей. — М.: Медицина, 1972. — 328 с. — 9000 экз.